# Pištín

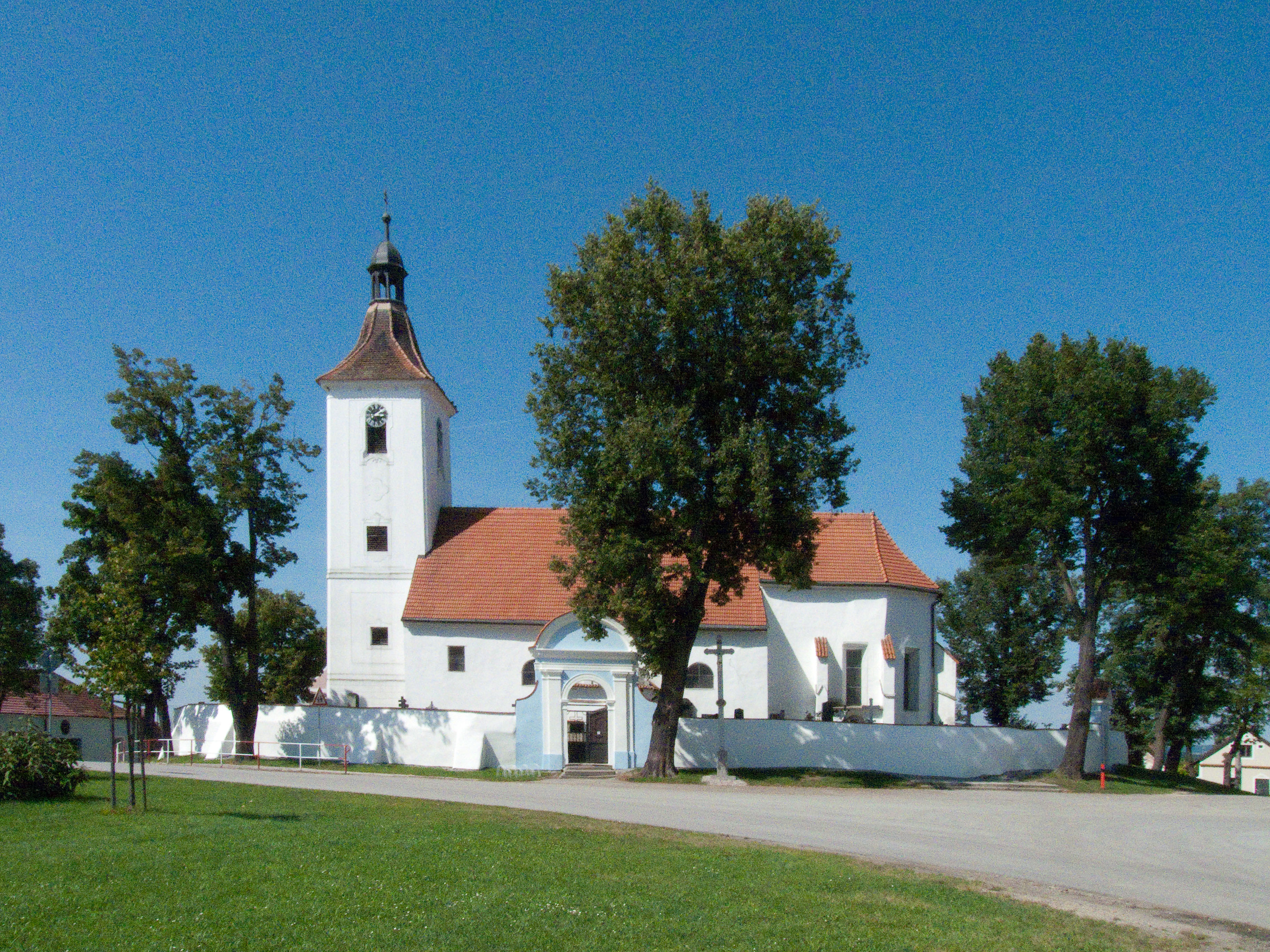
Pfarrkirche St. Laurentius

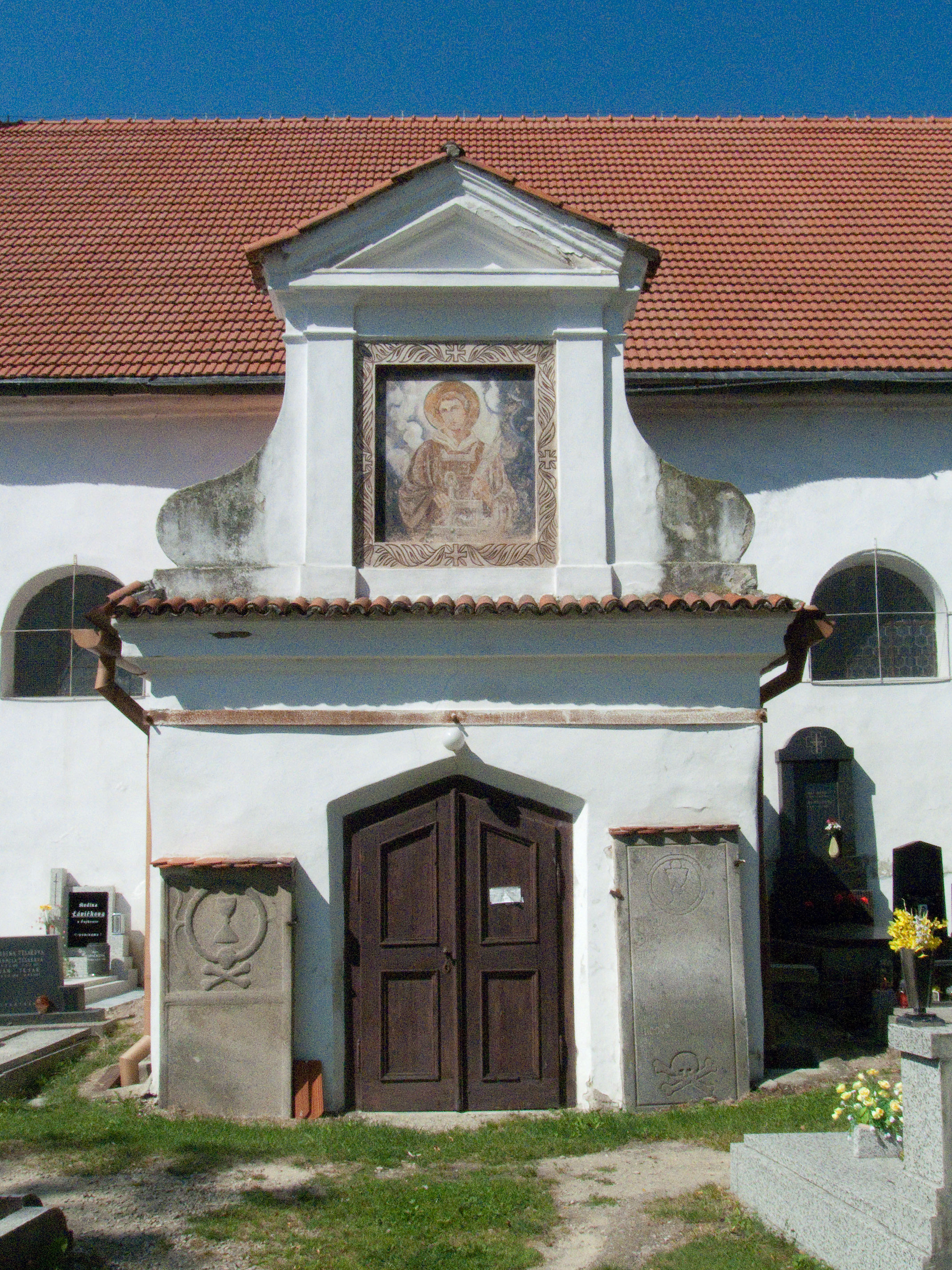
Eingangsportal der Kirche

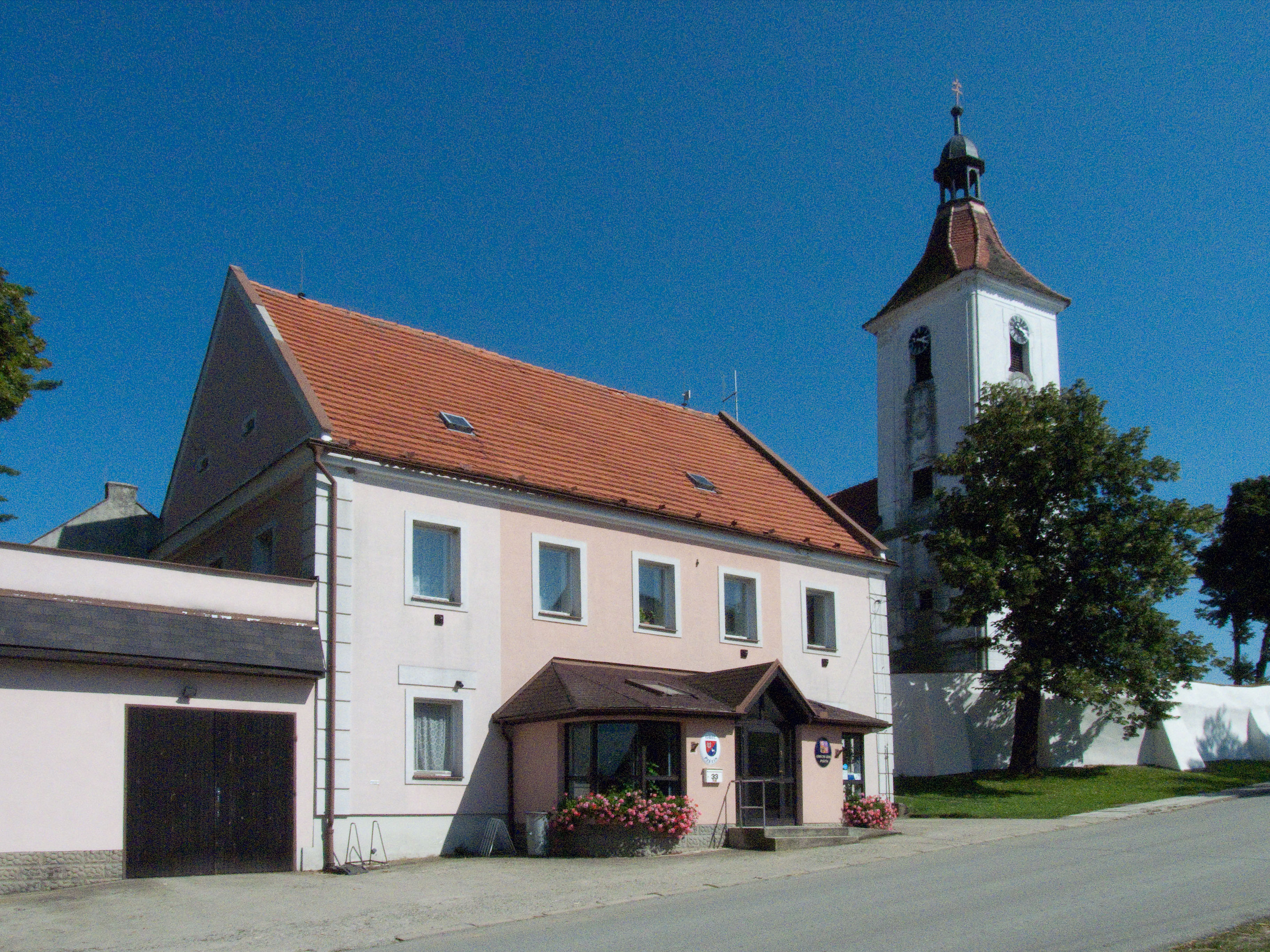
Gemeindeamt

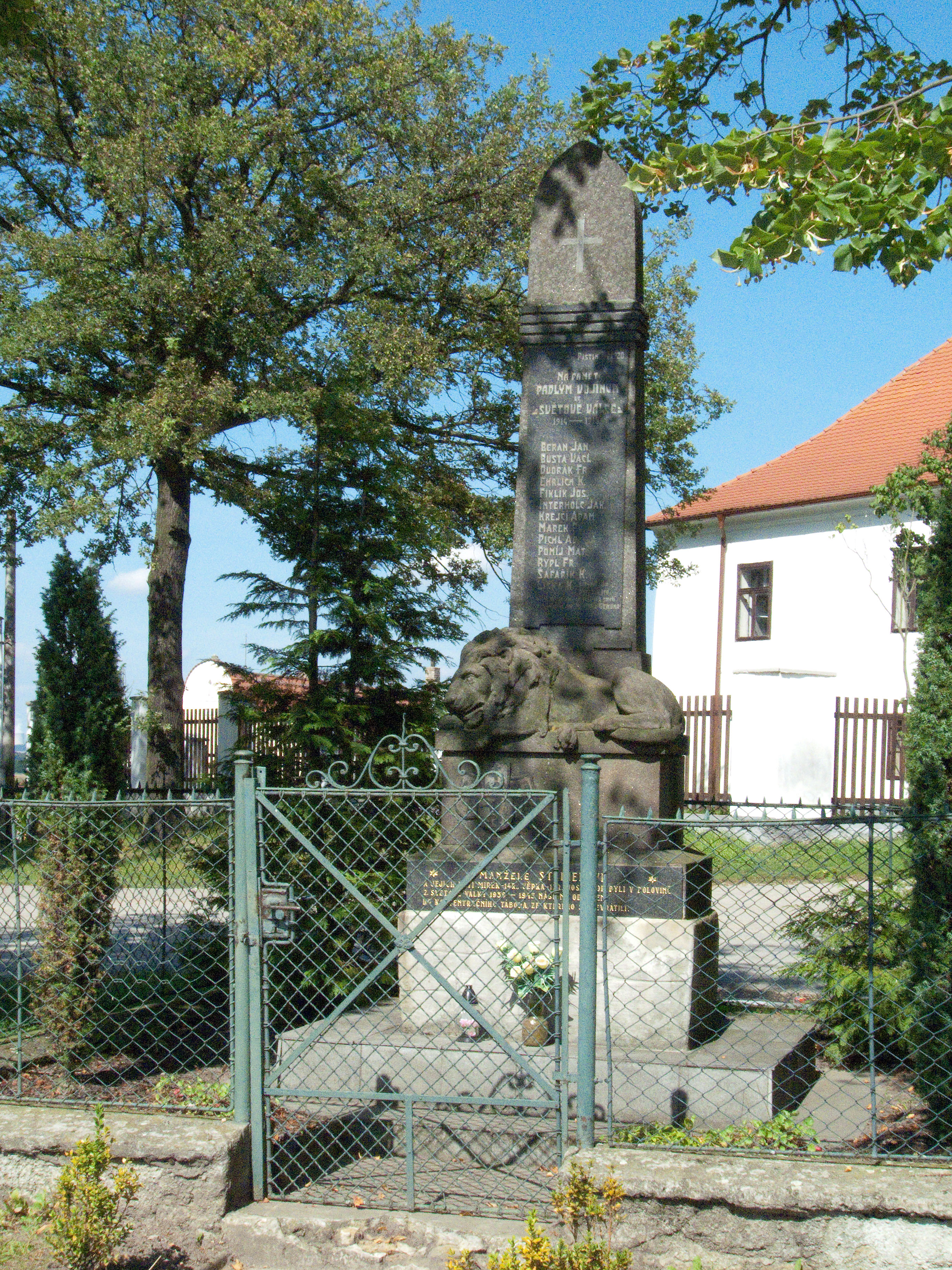
Denkmal für die Gefallenen beider Weltkriege

Pištín (deutsch Pischtin) ist eine Gemeinde in Tschechien. Sie liegt 13 Kilometer nordwestlich des Stadtzentrums von Budweis in Südböhmen und gehört zum Okres České Budějovice.

## Geographie
Pištín befindet sich rechtsseitig des Baches Pištínský potok im Landstrich Zbudovská Blata im Budweiser Becken. In der Umgebung des Dorfes liegen mehrere Teiche: der Zlivský rybník im Nordosten, der Bezdrev im Osten, der Malý pištínský rybník und Velký pištínský rybník im Süden, der Medeniec im Südwesten, der Knížecí rybník im Westen und der Volešek im Nordwesten. Nordwestlich erheben sich die Hügel Na Hůrkách (429 m) und Odměny (419 m). Am südlichen Ortsrand verläuft die Silnice I/20 (ein Teil der Europastraße 49) zwischen Budweis und Vodňany.
Nachbarorte sind Pašice, Vomáčka und Překážka im Norden, Zliv und Munice im Nordosten, Hluboká nad Vltavou, Zálužice und Vondrov im Osten, Češnovice und Čejkovice im Südosten, Picina, Suchá und Břehov im Süden, Dehtáře, Tupesy, Radošovice, Sedlovice und Němčice im Südwesten, Malé Chrášťany und Vlhlavy im Westen sowie Hlavatce, Sedlec und Plástovice im Nordwesten.

## Geschichte
Die erste schriftliche Erwähnung des Dorfes Pisezin erfolgte 1261 in einem Verzeichnis der Pfarreien. Der Ortsname leitet sich wahrscheinlich vom alttschechischen píscina (Sand) her. Seit 1641 ist in Pištín eine Schule nachweisbar. Der Fasangarten beim Jägerhaus Picina wurde 1818 aufgehoben. Im Jahre 1840 bestand das an der Wodnianer Straße gelegene Dorf Pischtin aus 34 Häusern mit 278 Einwohnern. Im Dorf bestanden unter dem Patronat der Herrschaft die Pfarrkirche, ein Pfarramt und eine Schule. Außerdem gab es ein Einkehrhaus und zwei weitere Wirtshäuser. Zu Pischtin gehörten der abseitig gelegene Meierhof Sucha, auch Sucherhof genannt mit einer Schäferei sowie das Jägerhaus Pitzina. Pischtin war Pfarrort für Ceykowitz, Cesnowitz, Břehow, Plastowitz, Paschitz, Zaluschitz, Zliw und Dechtern. Bis zur Mitte des 19. Jahrhunderts blieb das Dorf immer der Herrschaft Frauenberg untertänig.
Nach der Aufhebung der Patrimonialherrschaften bildete Pištín / Pischtin ab 1850 eine Gemeinde in der Bezirkshauptmannschaft Budějovice/Budweis und dem Gerichtsbezirk Frauenberg. Im Jahre 1882 besuchten 181 Kinder aus Pištín und den umliegenden Ortschaften die dreiklassige Dorfschule. 1910 lebten in der Gemeinde 440 tschechischsprachige Einwohner. Im Jahre 1924 wurde das Dorf an die Stromversorgung des Kraftwerks Mydlovary angeschlossen. Während der deutschen Besetzung erfolgte 1943 die Eingemeindung von Malé Chrášťany. Diese wurde 1945 nach dem Ende des Zweiten Weltkrieges wieder aufgehoben. Am 12. Juni 1960 wurden Češnovice und Pašice eingemeindet, zugleich erfolgte die Umgemeindung des Ortsteils Zálužice von Zliv nach Pištín. Am 30. April 1976 erfolgte die Eingemeindung von Pištín und seiner Ortsteile nach Zliv. Die Grundschule wurde 1977 geschlossen, da in den zwei Klassen nur noch 39 Kindern aus Pištín unterrichtet wurden; seither findet der Unterricht in Zliv statt. Die Dorfschmiede aus der ersten Hälfte des 19. Jahrhunderts wurde in den 1980er Jahren abgebrochen. Nach einem Referendum löste sich Pištín zum 24. November 1990 wieder von Zliv los und bildete mit Češnovice, Pašice und Zálužice eine eigene Gemeinde. Sitz des Gemeindeamtes wurde die ehemalige Schule. Seit 1992 bezieht die Gemeinde ihr Trinkwasser aus der Talsperre Římov. Pištín ist heute Pfarrort für seine Ortsteile sowie für Břehov, Čejkovice, Dehtáře und die Stadt Zliv.

## Gemeindegliederung
Die Gemeinde Pištín besteht aus den Ortsteilen Češnovice (Tschesnowitz), Pašice (Paschitz), Pištín (Pischtin) und Zálužice (Saluschitz).
Das Gemeindegebiet gliedert sich in die Katastralbezirke Češnovice, Pašice und Pištín.

## Bevölkerungsentwicklung
| Jahr      | 1869 | 1880 | 1890 | 1900 | 1910 | 1921 | 1930 | 1950 | 1961 | 1970 | 1980 | 1991 | 2001 | 2011 | 2021 |
| --------- | ---- | ---- | ---- | ---- | ---- | ---- | ---- | ---- | ---- | ---- | ---- | ---- | ---- | ---- | ---- |
| Einwohner | 838  | 786  | 782  | 849  | 895  | 950  | 922  | 738  | 673  | 582  | 560  | 460  | 470  | 577  | 626  |

## Sehenswürdigkeiten
- Die von einem ummauerten Friedhof umgebene, ursprünglich romanische Pfarrkirche des hl. Laurentius bildet den Mittelpunkt des Dorfes. Der einschiffige Bau mit fünfeckigem Presbyterium, einer länglichen Sakristei an der Nordseite, einem Vestibül an der Südwestseite und einem viereckigen 36 m hohen Turm an der Westseite wurde in der ersten Hälfte des 14. Jahrhunderts im gotischen Stil umgestaltet. Die Stuckdekoration des Schiffes entstand im Jahre 1700. Nach dem Brand des Turmes und Vestibüls von 1752 wurde die Kirche 1753 im barocken Stil wiederhergestellt. Im Jahre 1846 wurde als Geschenk des Schwarzenbergischen Revierjägers vom Künigelberg, Vojtěch Makovička, eine Turmuhr im Kirchturm installiert. Von den ursprünglich vier Glocken mussten während des Ersten Weltkrieges zwei abgeführt werden. 1923 wurden zwei neue Glocken geweiht. Im Zweiten Weltkrieg musste die Kirche erneut zwei Glocken abgeben, die eingeschmolzen wurden.
- Gefallenendenkmal am Dorfplatz, errichtet 1920
- Giebelhöfe im südböhmischen Bauernbarock

## Söhne und Töchter der Ortschaft
- Horaz Krasnopolski (1842–1908), jüdischer Rechtswissenschaftler